# Renaissance ferraraise
La Renaissance à Ferrare débute réellement lors de la seigneurie de Lionel d'Este (1441-1450). Ses aspects les plus originaux apparaissent au début de la Renaissance italienne avec la célèbre école de Cosmè Tura, Francesco del Cossa et Ercole de' Roberti. Une deuxième école émerge au XVIe siècle, avec Dosso Dossi.

## Contexte historique et culturel
Ferrare est un fief papal, gouverné par les seigneurs d'Este depuis 1267. La famille régnante est d'ancienne noblesse impériale et tire des revenus de ses gages de condottiere, de la production agricole, des taxes et droit de douane provenant du commerce sur le Pô qui longe la ville.
Alors que la ville n'a pas de monuments antiques, sa singularité culturelle, qui s'exprime dans un mélange de styles concurrents, est due à un conservatisme aristocratique qui se mêle à une soif de nouveauté et même à un goût pour le bizarre, à un élitisme intellectuel qui prospère sur un terrain de réalisme pratique et à une ironie issue du contado, la campagne environnante. Ainsi, en 1484, le poète ferrarais Boiardo emprunte à la fois au roman chevaleresque, à l'épopée classique et à la novella italienne pour créer sa fantaisie, Orlando innamorato.
La cour des Este à Ferrare est l'une des plus importantes au nord de l'Italie à partir de la fin du XIVe siècle, lorsque Nicolas III d'Este crée l'Université et commence à construire le château. Le caractère courtois y domine, comme en témoigne l'intérêt des Este pour le monde féerique médiéval, attesté par les nombreux romans chevaleresques et les ouvrages consacrés à l'astrologie et à l'ésotérisme qui ont enrichi leur célèbre bibliothèque. L'idéal du divertissement de cour, dans ses formes les plus variées, est au cœur de l'art cultivé par les Este qui est toujours d'une même complexité poétique, visuelle et lyrique. Les idéaux aristocratiques des Este sont inspirés de l'héraldique et de la chevalerie d'une part, et de l'exemple moral donné par les héros classiques et mythologiques d'autre part. Ils se reflètent dans les noms que Nicolas III donne à ses trois fils : Lionel, nommé d'après le lion, roi héraldique des animaux, Borso, d'après l'un des chevaliers arthuriens en quête du saint Graal, et Hercule, d'après le héros grec.
La production de manuscrits enluminés y est importante et de haute qualité comme en témoigne l'intervention des enlumineurs Belbello da Pavia, auteur de la Bible de Nicolas d'Este, et Taddeo Crivelli illustrateur de la Bible de Borso d'Este.

### Mécénat artistique de Lionel d'Este (1441-1450)

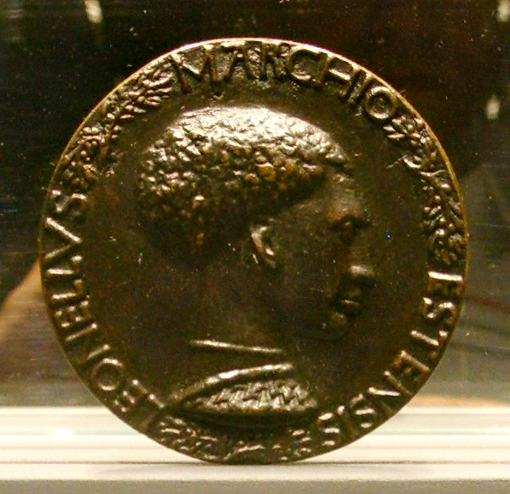
Pisanello, première médaille de Lionel d'Este (1441-1443).

Pendant le règne de Lionel d'Este, de 1441 à 1450, les horizons culturels de la cour s'élargissent encore avec l'apparition d'un environnement unique dans le panorama italien. Formé par l'humaniste Guarino Veronese qui fut son précepteur, le marquis développe un mécénat guidé par l'idéal du connaisseur et l'idée de récréation intellectuelle. Erudit, pieux, intéressé par la nouvelle science humaniste et l'art visuel, il est en relation avec les principales personnalités artistiques de l'époque comme Pisanello, Leon Battista Alberti, Jacopo Bellini, Piero della Francesca à partir d'environ 1448 et le jeune Andrea Mantegna qui réside à Ferrare en 1449 et 1450-1451. Ses commandes artistiques sont guidées par de fortes préférences esthétiques, dont l'influence s'étend au-delà du petit cercle d'éminents courtisans avec qui il en débat. Il démarre également une collection d'antiquités et installe une manufacture de tapisserie, instituant des relations étroites et continues avec la Flandre et quelques grands maîtres transalpins, comme Rogier van der Weyden. Les œuvres de ces artistes sont admirées dans les collections du marquis par les artistes italiens de passage, créant un rapprochement entre les deux grandes écoles picturales.

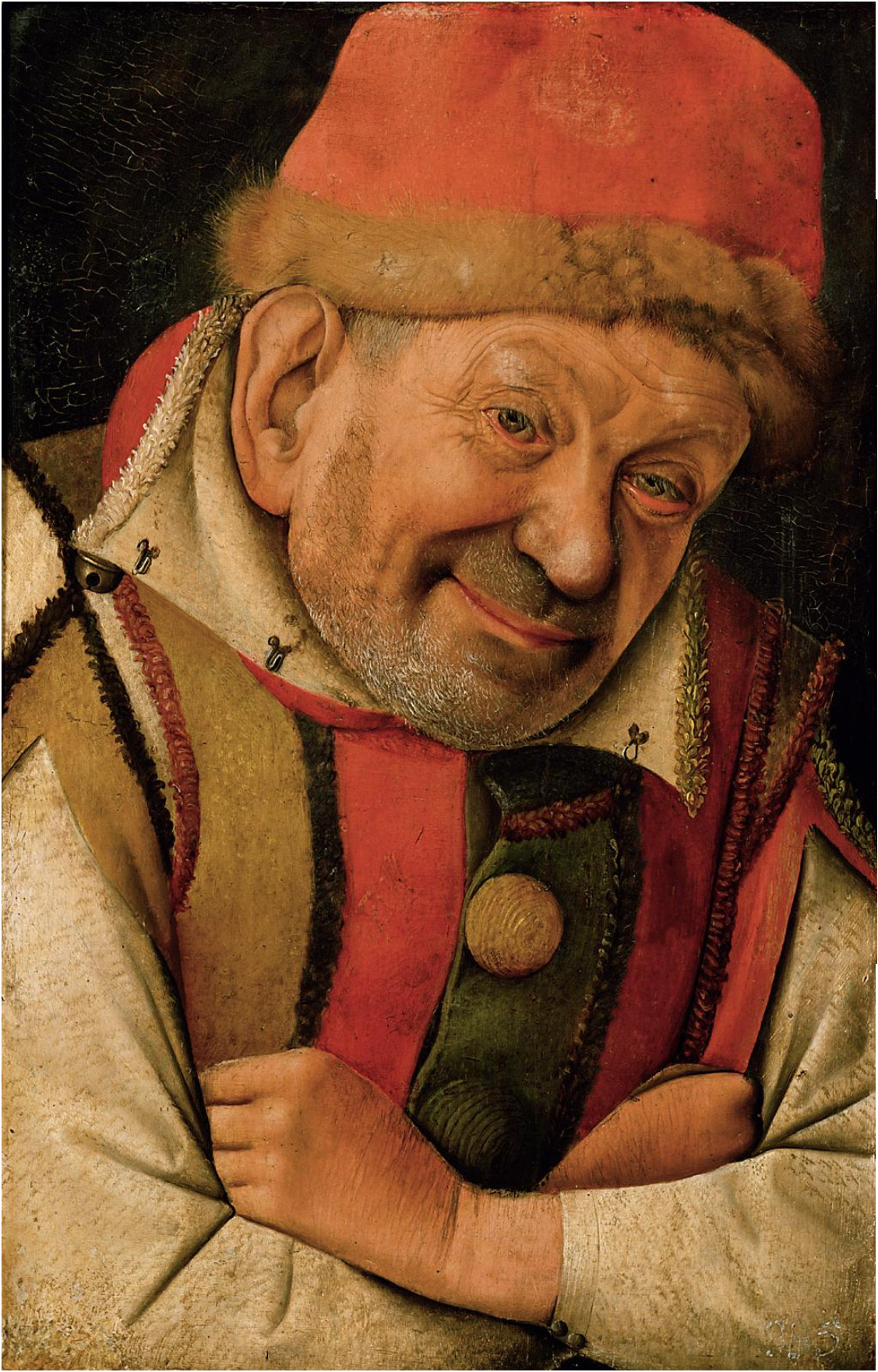
Jean Fouquet, Portrait du bouffon Gonella.

L'ascétisme de Lionel et son intérêt pour l'« exactitude » réaliste s'expriment par son goût du nu, car il est libre de tout atour sensuel et dissimulateur. Lui-même renonce à toute opulence dans son habillement et choisit les couleurs qu'il porte suivant les positions des étoiles et des planètes. Il estime que le peintre ne doit pas aller au-delà des limites propres de la réalité et de la fiction, mais toujours essayer d'égaler l'élégant « artifice » de la Nature.
Lionel d'Este apprécie avant tout les « plus petites œuvres d'art », comme les figures gravées sur les pierres fines ou les têtes de césar sur les pièces en bronze, pour leur précision, la complexité des détails, mais aussi pour leurs liens avec l'Antiquité. Il développe par son mécénat l'enluminure et la médaille, forme d'art de cour unique qu'il contribue à ressusciter au XVe siècle, faisant émerger un style de portrait artistique, le demi-buste de profil. Il fait ainsi faire plus de dix mille médailles. Son artiste favori, Pisanello, s'adresse dans ses médailles aux hommes cultivés afin de susciter des idées. Les modèles pour ces images sont les anciennes pièces romaines et grecques, les cachets en cire et les pastiches de bijoux antiques achetés par le duc Jean Ier de Berry et copiés en argent et en or par l'un des artistes de sa propre cour.
Pisanello est très sollicité dans les milieux de cour et exerce une influence considérable sur l'art ferrarais. Le vénitien Jacopo Bellini travaille pour Lionel d'Este par intermitence. Alberti donne des conseils pour le socle du monument équestre dédié au père du marquis et écrit un traité d'architecture à sa demande. Selon Vasari, Piero della Francesca peint les fresques de nombreuses chambres du Palazzo del Corte. Jean Fouquet, de passage vers 1447, laisse le Portrait du bouffon Gonella. Rogier Van der Weyden, présent à Ferrare en 1449, peint un retable sur le thème de La déposition et la Chute de l'homme. Lionel lui achète plusieurs œuvres par l'intermédiaire de son agent à Bruges. La piété de l'artiste flamand, exprimée au travers d'une stylisation rigide et d'une observation minutieuse du détail éloquent, exerce une influence certaine sur les artistes de la région, notamment sur le jeune Andrea Mantegna qui peint un portrait de Lionel et de son principal conseiller en 1449.

### Borso d'Este (1450-1471)

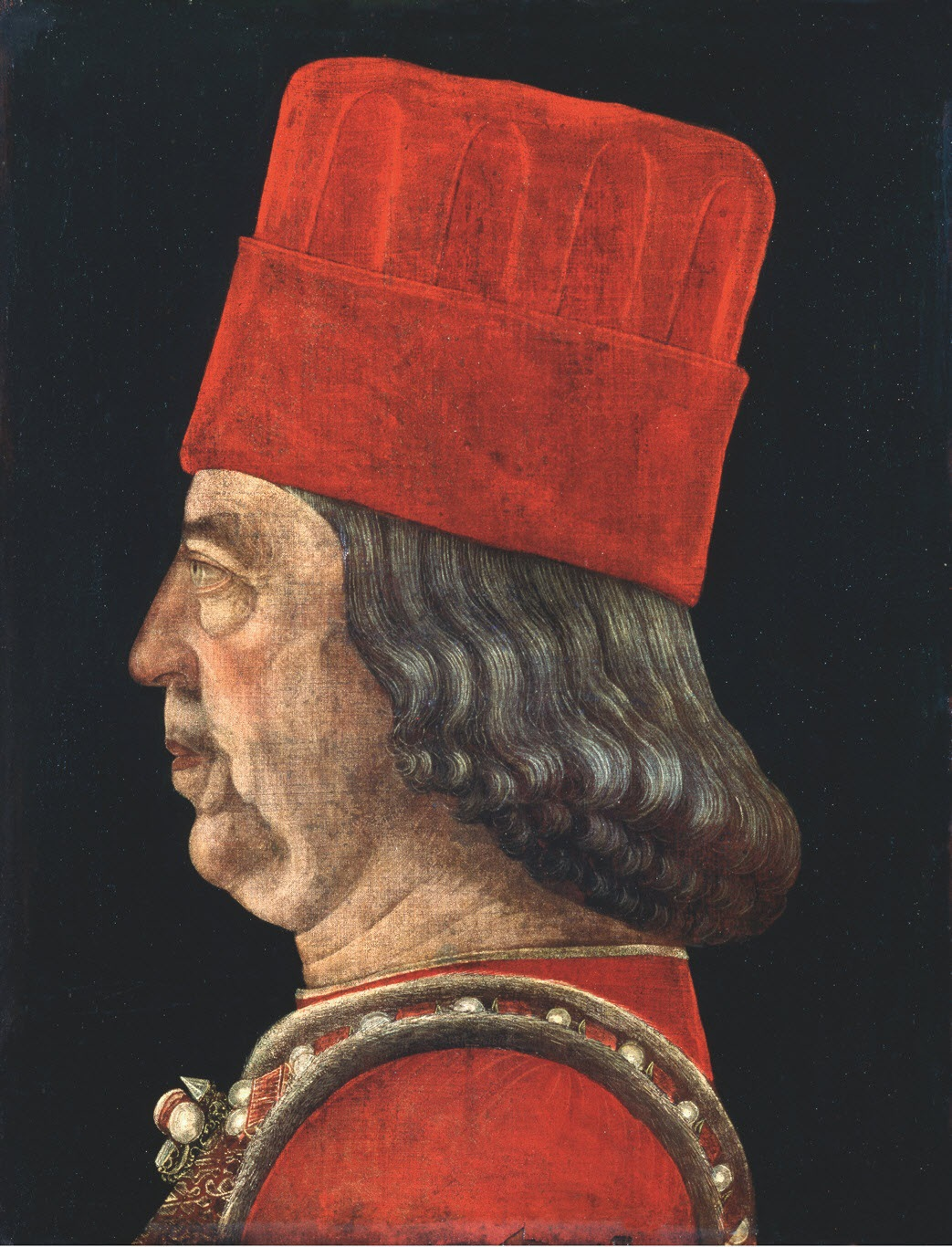
Baldassare d'Este, Portrait de Borso d'Este.

Borso d'Este partage le goût de son frère Lionel pour les arts et, en particulier pour les enluminures. Il affectionne toutefois une opulence ostentatoire, portant les vêtements et les bijoux les plus coûteux et dépensant des sommes colossales en divertissements et en spectacles. Il orne le Palazzo del Corte de riches tentures flamandes en velours, brodées du Roman de la rose, et fait reconstruire le palais de Schifanoia pour en faire un ensemble administratif et récréatif. Sa grandeur ostentatoire et sa magnanimité publique réhaussent le prestige de sa principauté. Ses commandes artistiques prennent des proportions importantes mais leur iconographie garde une complexité vivante, sans doute en raison de l'influence des enseignements de Guarino et de la présence de nombre de ses disciples à la cour.
La cour fait désormais largement appel aux peintres ferrarais dont les maniérismes décoratifs et expressifs peuvent s'épanouir sous la protection des Este. Les Ferrarais s'intéressent plus à l'affinité de la peinture avec la poésie, la musique et le théâtre, qu'à sa relation avec la sculpture et l'architecture. L'enluminure y influence particulièrement les peintres de cour. Comme en Lombardie, les formes et les couleurs ornementales de la miniature s'allient à des motifs décoratifs all'antica pour créer un art répondant aux goûts de l'aristocratie. Les ateliers de Jacopo Bellini, qui est étroitement associé à la cour ferraraise, et de Francesco Squarcione à Padoue, où fut formé Mantegna, sont à la source de nombre de ces idées.

### HerculeIerd'Este (1471-1505)
Plus régalien que son prédécesseur, Hercule Ier d'Este a aussi une forme de mécénat plus grandiose. Élevé depuis son enfance à la cour aragonaise, son modèle est Alphonse V dit le Magnanime. Profondément croyant, il pourrait avoir tenté de l'égaler en faisant de sa piété l'expression de sa  « magnificence ». S'il dépense des sommes considérables pour l'art et l'architecture, il est plus grave et plus réfléchi que Borso. Il exprime sa « majesté » princière en développant la musique sacrée, mais fait aussi des concessions au peuple en ressuscitant la comédie latine et le théâtre contemporain d'inspiration classique, avec notamment des productions de pièces de Térence et de Plaute.
Trois ans après son mariage avec Eléonore d'Aragon en 1473 qui joue un rôle très actif dans les affaires culturelles et politiques de la cour, Hercule est contesté lors d'un coup d'état fomenté par Nicolas, le fils de Lionel. La paix de Ferrare est ensuite brisée par une guerre contre Venise (1482-1484). Les Vénitiens bombardent alors de nombreux édifices et incendient la villa Belfiore. Hercule fortifie la ville après cette défaite.

## École de Ferrare

### Caractéristiques de l'école de Ferrare
C'est pendant le marquisat de Borso d'Este, qui demeure au pouvoir de 1450 à 1471, qu'un style particulier, caractéristique à Ferrare, voit le jour, notamment en peinture. Ses points d'encrage sont la culture courtoise, la rationalité de la perspective et la lumière limpide de Piero della Francesca, l'attention portée aux détails des peintres flamands et le Donatellisme, influencé par Francesco Squarcione. Les artistes ferrarais ont rapidement ajouté à cela leur propre interprétation caractérisée par une tension linéaire, une vive exaspération, une préciosité combinée à une forte expressivité.

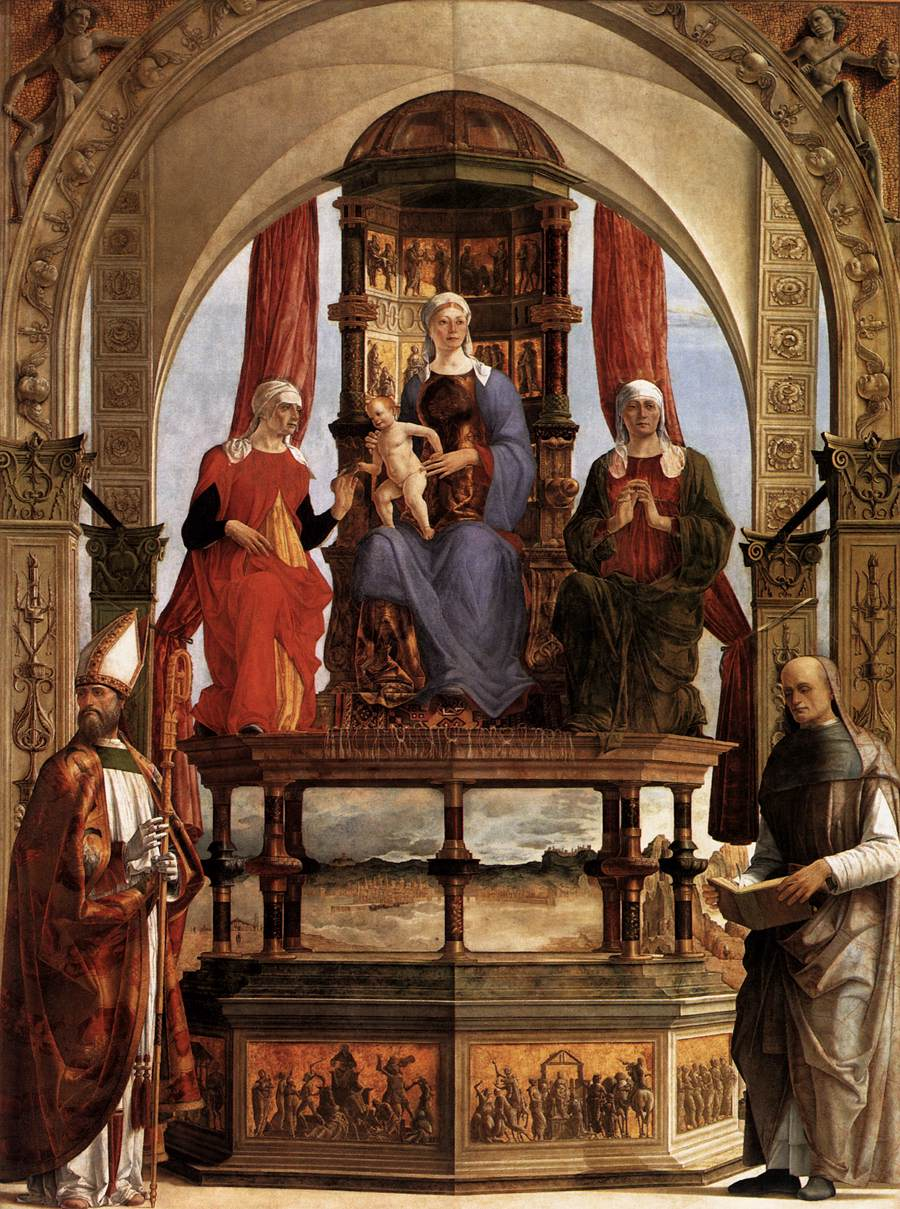
Pala de Ravenne, Ercole de' Roberti.

L'École de Ferrare se caractérise notamment par sa tendance à utiliser le vocabulaire moderne de la peinture nouvelle pour le détourner de son sens et de sa fonction. Dans les Saintes Conversations par exemple, le trône de la Vierge est progressivement devenu comme un emblème du modernisme. À Ferrare, de Cosme Turà avec la Pala Roverella à Ercole de' Roberti avec la Pala de Ravenne, ce trône reçoit un accent particulièrement fort, plus fort encore qu'à Florence ou Venise. Mais il est aussi détourné de son sens et de sa fonction. Dans cette dernière œuvre, les personnages y sont installés selon un artifice remarquable, que dissimule le caractère presque fantastique pris par la forme architecturale de l'objet, sorte de cube recouvert d'un dôme de cristal. Sa mise en place perspective le détourne de sa fonction originelle : il enjambe le paysage situé à l'arrière-plan du lieu architectural et, par le renflement central de colonnettes, il semble prendre appui sur lui, confirmant la prééminence du divin sur le « naturel » partout présent. Cette prédelle est considérée comme une démonstration de l'aisance avec laquelle le « primitif » ferrarais joue du vocabulaire moderne en architecture, des rocailles invraisemblables et des liaisons dynamiques entre les lieux figuratifs .
D'objet figuratif aux résonances sociales et humaines, le trône devient à Ferrare un support de l'étrange, le lieu d'un fantastique dont la compréhension ne peut passer que par une approche spirituelle de l'image. Les inventions ferraraises manifestent toujours ce besoin d'affirmer ou de préserver le spirituel au cœur même de la représentation moderne ou vraisemblable du sacré. Ses peintres peuvent être considérés comme des représentants exemplaires du primitivisme du Quattrocento.
Des influences diverses et variées nourrissent l'atelier de peinture locale, comme en témoigne la présence du peintre d'origine hongroise Michele Pannonio qui réalise le portrait de la muse Thalie pour le décor du studiolo de Belfiore.
De la rencontre entre Lionel d'Este, Pisanello, qui est son artiste préféré, Guarino, élève du grec Chysoloras, qui dirige son studio, et un milieu d'humanistes, nait une école de peinture qui compte vers 1470-1490, parmi les plus grandes de toute l'Italie. Les peintres de l'école de Ferrare joignent à une peinture presque mystique, une capacité exceptionnelle à figurer certaines des données les plus intellectuelles et les plus ésotériques de la culture contemporaine. Le cycle du palais Schifanoia, haut lieu de la peinture cultivée, est une synthèse des thèmes aristocratiques, humanistes, politiques et astrologiques de l'époque. La qualité « inquiète» du style y est alors mise au service du raffinement distingué de l'art princier.
Sous Hercule 1er les drames religieux et les pièces profanes avec intermezzo hauts en couleur encouragent le goût pour l'artificiel et le bizarre. Cet aspect est tout particulièrement sensible les paysages peints qui ne font jamais allusion à la platitude de la vallée du Pô, mais montrent des rochers fantastiques prenant la forme d'architectures « naturelles », montrant à quel point la Nature elle-même est artiste et « maniérée ».
À la fin du siècle, l'école ferraraise propose la version la plus riche, la plus complexe et méditée du « style dur » et de ses interrogations. À la mort d'Ercole de' Roberti, le meilleur élève de l'école, peintre apprécié de Ferrare, Lorenzo Costa devient peintre de la cour de Mantoue après la disparition de Mantegna. Il renonce aux questions et aux inquiétudes, adopte le style toscan et ombrien de Lorenzo di Credi ou du Pérugin. Ses images se rapprochent de celles dévotes du Bolonais Francia. En l'espace de quelques années, la création ferraraise tourne court et perd son originalité.

### Studiolo de Belfiore

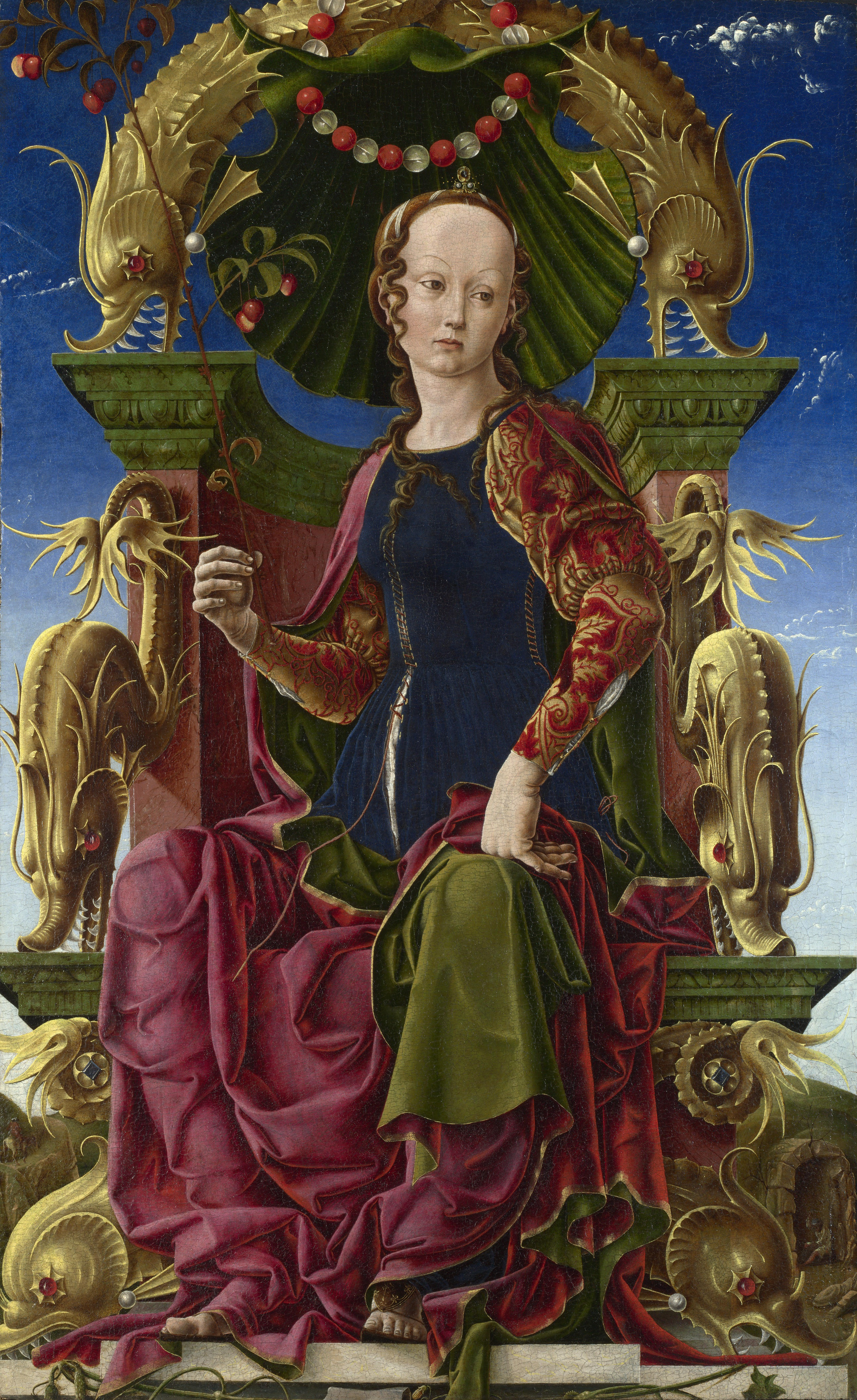
Cosmè Tura, Calliope, National Gallery, Londres.

La naissance de l'école de Ferrare, avec son langage particulier, se perçoit dans les décorations survivantes du Studiolo de Belfiore, commandé par Lionel mais terminé à l'époque de Borso. La décoration est constituée de marqueteries et d'un cycle pictural des muses sur bois, dispersées ou détruites après la disparition du bâtiment. Le programme humaniste est conçu par Guarino, qui fut le précepteur de Lionel, la réalisation étant confiée au peintre de la cour, Angelo Maccagnino da Sienna et son assistant Cosmè Tura. Le thème des muses est une solution élégante et érudite aux exigences d'un studiolo : elles représentent des idéaux antiques tout en étant d'excellents éléments décoratifs. Guarino évoque le rôle de chacune d'elles, ses attributs symboliques, ses gestes et ses vêtements.
Parmi les tableaux les plus représentatifs, Thalia de Michele Pannonio est stylistiquement liée au gothique international, avec une figure mince et élégamment cintrée, soulignée par des profils glissants qui se cassent cependant dans la draperie pointue du genou, tandis que la spatialité du siège et la richesse décorative, d'un goût antique, fait référence à la Renaissance Padouane.
La Polymnie, d'abord attribuée à Francesco del Cossa et aujourd'hui à un Ferrarais anonyme, montre une influence de Piero della Francesca, avec une structure solennelle et synthétique, qui se détache sur une vue dégagée et ouverte.
Cosmè Tura et ses assistants travaillent à Belfiore de 1459 à 1463, apportant des changements iconographiques à certaines muses. Il existe déjà dans sa Calliope, des éléments originaux qui sont des fondamentaux de l'école de Ferrare : construction solide et prospectivement prudente, avec un point de vue abaissé, et une fantaisie débridée dans la représentation du trône, avec une combinaison libre d'éléments présumant une influence de l'école de Padoue et de Francesco Squarcione, mais mis en évidence par la lumière incidente jusqu'à une tension surréaliste. Ses repeints sont exécutés principalement selon la technique flamande de l'huile de Van der Weyden. Tura semble y avoir opéré la distinction entre les propriétés des différentes huiles pour ce qui est du jaunissement et tire parti de la profondeur et de la richesse de couleur obtenues par l'addition de résines. Il semble aussi avoir refusé de partager les secrets de sa technique spéciale, ses rivaux, tel Cossa, peignant leurs panneaux a tempera, tout en essayant d'imiter certains de ses effets, en particulier pour ce qui est la profondeur et la richesse des couleurs,.

### Cosmè Tura

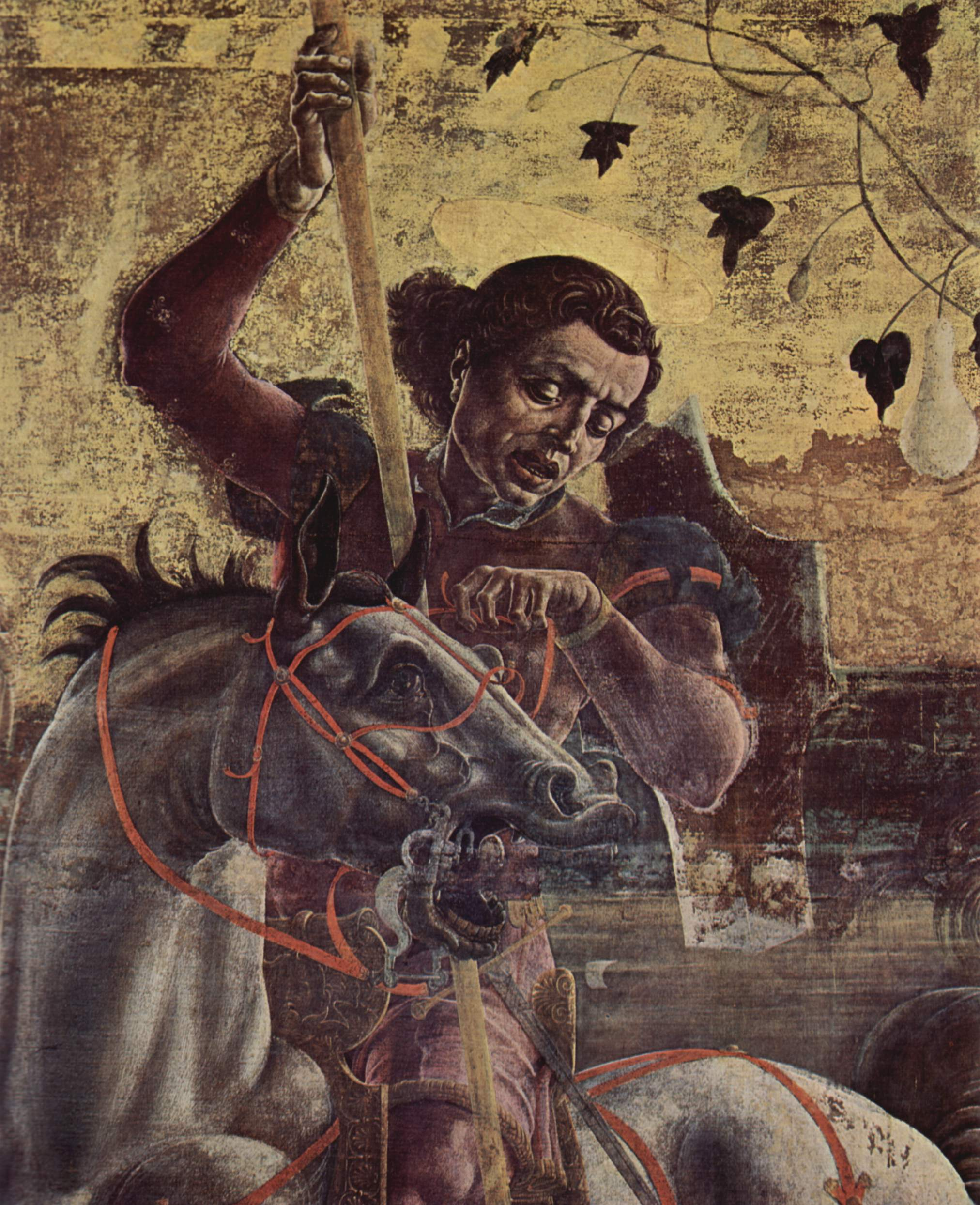
Cosmè Tura, Saint Georges, depuis les portes de l'orgue de la cathédrale de Ferrare.

Cosme Tura est considéré comme le fondateur de l'école de Ferrare. Il a ensuite été rejoint par Francesco del Cossa et Ercole de’ Roberti. Malgré leurs différences individuelles, leurs œuvres se rejoignent dans une préférence pour l'élaboration stylisée de formes simples, les couleurs franches, les images précieuses et raffinées, les profils nets, le clair-obscur incisif et le goût des surfaces pierreuses, métalliques ou ornées de joyaux,. Tout à fait au fait des recherches contemporaines, Turà a une peinture étrange, presque « expressionniste », mystique, et où la monumentalité des figures et des espaces vise à faire surgir la tension interrogative d'une spiritualité moderne.
Le style de Tura se lit dans toute son originalité et sa complexité dans le travail des panneaux des portes de l'orgue de la cathédrale de Ferrare, peintes en 1469 quand il réalise l' Annonciation et Saint Georges et la Princesse. Dans l'Annonciation, l'architecture de fond, les draperies « en pierre », la présence, dans le paysage, d'éperons rocheux stratifiés rappelle Andrea Mantegna. En même temps, il y a des détails d'un grand naturalisme et des références au monde courtois, comme dans les bas-reliefs sous les arches représentant les Planètes. Saint Georges, en revanche, se caractérise par un dynamisme débridé, rendu encore plus expressif par les contours nets, les reflets graphiques et l'extrême expressionnisme qui déforme les visages des hommes et des animaux.
Tura peint essentiellement à l'huile, utilisant des couleurs de très bonne qualité comme l'atteste un document de 1460 relatant l'achat de trois onces et demi de bleu outremer fin pour son usage à Belfiore. Cette importance accordée à la qualité des couleurs, tout comme une relative sous-estimation des talents de l'artiste, est caractéristique du mécénat de Borso d'Este.

### Francesco del Cossa

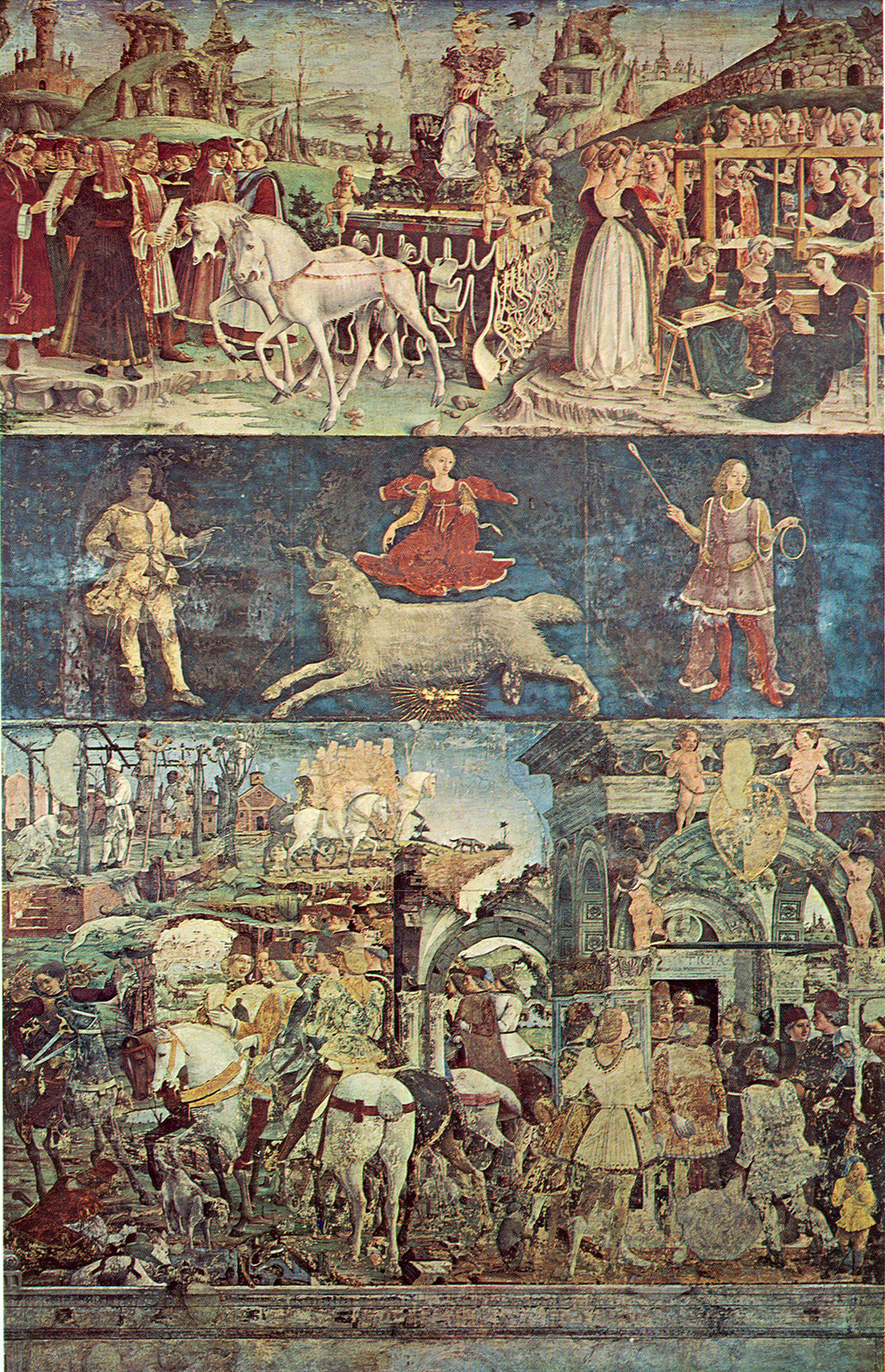
Francesco del Cossa, Mars.

Francesco del Cossa, légèrement plus jeune que Tura, est parti de bases communes à son collègue, mais a abouti à des résultats différents en raison de la plus grande importance accordée à la leçon de Piero della Francesca, avec des figures plus composées et plus solennelles. Sa participation au Studiolo de Belfiore n'est pas certaine, mais il a participé à l'autre grand essai de la peinture ferraraise, le Salon des Mois du Palazzo Schifanoia (1467-1470), résidence de chasse de Borso d'Este, salon utilisé comme salle de réception lors de cérémonies semi-publiques et de cadre pour les divertissements de la cour. Plusieurs peintres, dont Ercole de' Roberti, travaillent sur ce cycle complexe de fresques, probablement réalisé par Cosmè Tura à la fin des années 1460 et au début des années 1470 , sur la base d'un programme iconographique à priori de Pellegrino Prisciano, riche en références astronomiques, philosophiques et littéraires. Il célèbre le bon gouvernement du duc dans un cadre saisonnier et astrologique, les traits affables du duc dominant chaque scène dans la partie inférieure. La décoration se composait à l'origine de douze panneaux, un par mois, dont sept subsistent aujourd'hui. Chaque panneau est à son tour divisé en trois bandes : une plus haute où est peint le triomphe du dieu patron du mois entouré des « fils » exerçant des activités typiques, une centrale avec un fond bleu avec le signe du zodiaque et trois « doyens », et une inférieure avec des scènes tournant autour de la figure de Borso d'Este, célébrant le prince dans ses diverses fonctions, qui vont de la représentation au gouvernement. La manipulation délibérée de différentes conventions spatiales, de la compression décorative de la partie supérieure, présentant les dieux classiques triomphants, en passant par l'espace symbolique de la zone médiane, qui montre les corps célestes, jusqu'à l'ample espace en perspective de la zone inférieure où Borso règne en maître suprême, en font un ensemble remarquable,.
Par exemple, Francesco del Cossa a exécuté le mois de Mars, caractérisé par des formes solides et synthétiques, des couleurs vives et une attention particulière à la construction en perspective, qui vient également ordonner les rochers en arrière-plan, avec des formes imaginatives et visionnaires. Aux formes presque cristallisées du Cosmè Tura, Francesco oppose une représentation humaine plus naturelle.

### Ercole de' Roberti
Le troisième protagoniste de l'école de Ferrare est Ercole de’ Roberti, également actif dans le Salon des Mois. Septembre lui est attribué. Les formes subissent une stylisation géométrique (comme dans les rochers) et les figures prennent un réel dynamisme, grâce aux contours tendus et anguleux, rendant l'ensemble antinaturaliste, mais d'une grande violence expressive. Il atteint un sommet pictural : une lumière diffuse installe dans la nature des personnages doués d'une dignité humaine supérieure, inspirée, « providentielle » car la grandeur de ces images demeure religieuse. L'expérience mystique exacerbée de Turà est ici intériorisée.
Dans les tableaux des Histoires de saint Vincent Ferrier (1473, Pinacothèque vaticane), l'architecture apparaît organisée plus rationnellement, avec des figures aux contours brisés, une draperie estampée par la force et les paysages oniriques, répondant ainsi aux inquiétudes de l'époque qui conduisent à la fin du siècle à une crise des idéaux de la Renaissance .
Enfin, dans la Pala Portuense, ou Pala de Ravenne, (1479-1481), pour l'église de Santa Maria à Porto près de Ravenne, les tensions expressionnistes sont reléguées à quelques bas-reliefs sur la base du trône de la Vierge, tandis qu'une harmonie calme et équilibrée, avec des correspondances symétriques dans les couleurs, prévaut. Cependant, l'ensemble est également animé par l'architecture vertigineuse du trône, qui laisse place à un panorama ouvert à sa base (où il fait allusion à la fondation mythique de l'église) avec des colonnes où le marbre est rendu avec une extraordinaire sensibilité lumineuse. Cette œuvre est une réponse au modernisme toscan et surtout vénitien, marquant « l'italianisation » du style ferrarais. Si Ercole y emploie la distribution vénitienne de la Sainte Conversation sous édicule, il l'oriente dans une dimension qui demeure fondamentalement « ferraraise », c'est-à-dire irréaliste et mystique.
Après avoir travaillé à Bologne de 1481 à 1486, sans doute pour échapper aux conséquences de la guerre contre Venise, Ercole revient à Ferrare vers 1486 et est nommé peintre de cour au plus tard en 1487. Il travaille alors à toutes sortes de commandes pour le duc, dont des coffres de mariage pour les noces de ses filles. Au début des années 1490, Roberti travaille essentiellement pour la duchesse, décorant ses appartements au Castello Vecchio et produisant de petits tableaux religieux. La femme d'Hasdrubal et ses enfants, qui rend hommage au courage et à la vertu d'Eléonore, et montre à quel point le peintre sait adapter son style qui est souvent d'une expression brutale, à la nature décorative et au cadre de la commande.

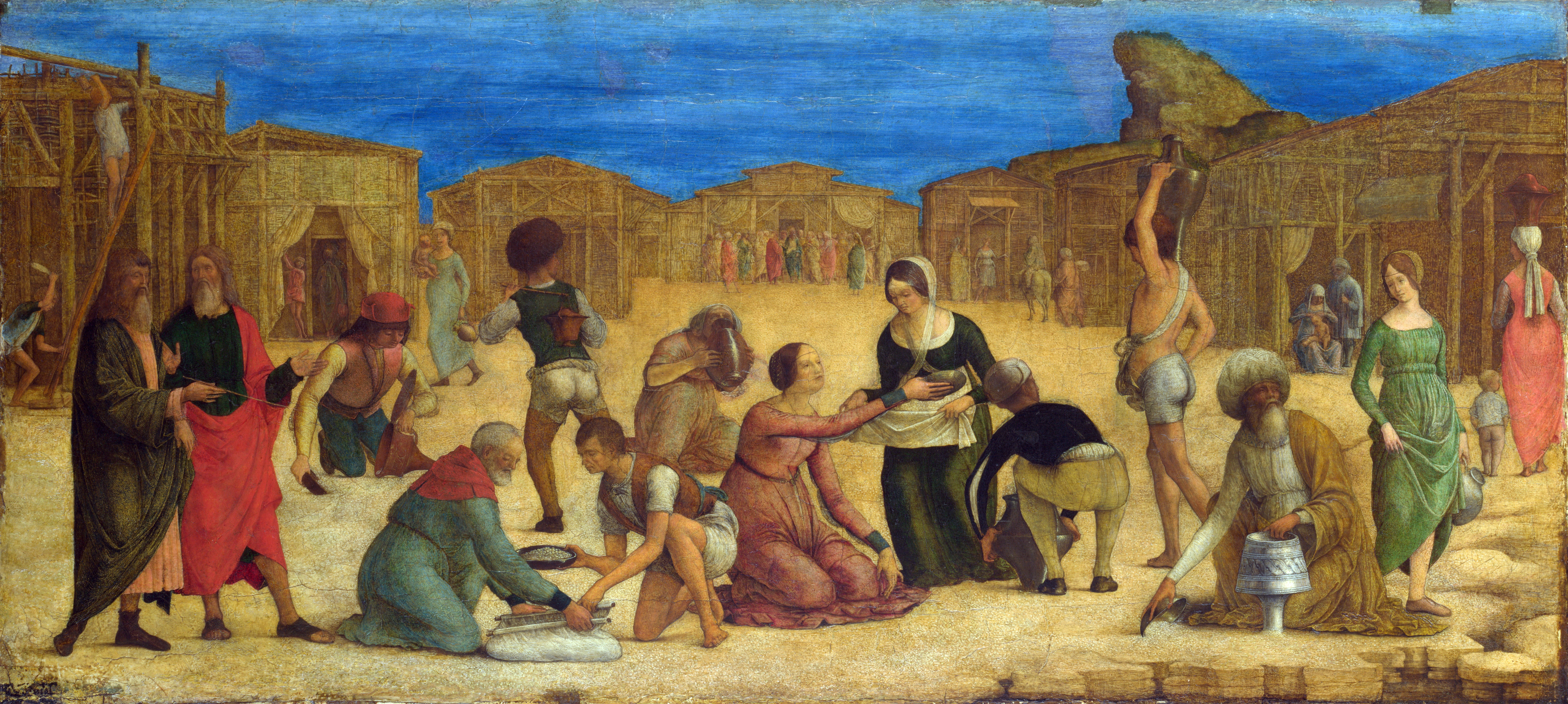
Ercole de' Roberti, Les Israélites ramassant la manne, National Gallery, Londres.

Dans sa Pietà, l'expression nordique et la bizarrerie torturée de Cosmè Turà se transforment en tragédie aristocratique, dissonance pleinement ferraraise.
Les Israélites ramassant la manne, petit panneau de prédelle, reflète l'ambiance théâtrale de Ferrare durant cette période. Il semble un témoignage des décors utilisés pour les pièces classiques montées dans le palais ducal ou dans la grande cour : selon un chroniqueur ferrarais, une estrade avec cinq ou six petites cabanes peintes munies de rideaux en guise de portes. La Cène rappelle les repas du jeudi saint, durant lesquels treize pauvres de Ferrare sont invités par Hercule dans le cadre somptueux de son palais.

### Prédelles
Les Ferrarais organisent la prédelle, cette série e panneaux narratifs disposés horizontalement à la base d'un retable, faisant preuve d'une inventivité remarquable typique du « primitivisme inventif » dont parle Pierre Francastel. Dès 1470, Cossa ne présente qu'un seul panneau sous son Annonciation. La dimension est encore moyenne, 114 cm de long, et l'œuvre ne présente que le seul épisode de la Nativité. Mais en 1473, Roberti peint le prédelle du Polyptyque Griffoni de Cossa, principalement consacré à saint Vincent Ferrier où il propose à nouveau un seul panneau unifié, de 214 cm de long, avec de part et d'autre du centre géométrique, une guérison miraculeuse et une apparition miraculeuse post mortem sauvant un jeune homme d'un incendie. Le panneau central est bien unifié autour d'une prédication du saint qui ressuscite deux morts, mais les panneaux latéraux, de même dimension, ne le sont que moyennant l'artifice d'une colonne peinte dans l'espace figuré. Roberti traite la prédelle selon les principes des cassoni dont les formats sont proches, constitués de panneaux étirés en largeur dans les deux cas, mais surtout car ils sont, au XVe siècle, le support d'une peinture narrative très « moderne » et cultivée. Or, à l'intérieur du retable, la prédelle « moderne » est aussi le lieu des scènes historiques tandis que les registres supérieurs demeurent généralement le support d'une image sacrée, moins facilement narrative. Un système semble se mettre en place qui fait de la prédelle le « registre de la narration », commentaire et illustration de la sainteté glorifiée au registre supérieur.
Cette invention cohérente de Roberti n'aura guère de suite, non pas qu'elle ne soit pas adaptée au système du retable, mais parce que la prédelle elle-même, en tant que genre pictural spécifique, disparait très rapidement de la peinture « moderne » du XVIe siècle. Elle n'est en effet pas adaptée à la cohérence nouvelle qui s'installe dans la peinture italienne du Cinquecento, contredisant le principe figuratif du « tableau d'autel » développé à Rome et à Venise dans les vingt premières années du siècle et qui va subsister durant plus de trois siècles.

Miracles de saint Vincent Ferrier, prédelle de la chapelle Griffoni, basilique San Petronio à Bologne.

## Enluminures
L'une des plus grandes satisfaction de Borso est sa bible magnifiquement illustrée entre 1465 et 1461 par Taddeo Crivelli et Franco de' Russi. Les miniaturistes y révèlent toute leur habileté dans le domaine de la perspective, mettant les petites figures en relation avec le paysage ou le décor architectural. Manifestation très coûteuse de la piété du duc à qui elle coûte environ 2 200 ducats, présentée aux ambassadeurs de passage, elle est également destinée à impressionner par sa magnificence.

## Musique et danse
Hercule d'Este établit l'une des plus grades chapelles de musique vocale sacrée, rivalisant avec celle du pape, du roi de Naples et même du roi de France. Il utilise ses agents diplomatiques pour attirer à sa cour les meilleurs chanteurs de France, des Flandres et d'ailleurs, et envoie les chanteurs eux-mêmes en mission de recrutement. La danse est une forme d'art qui prospère à Ferrare sous le règne d'Hercule. Les stylisations de la polyphonie franco-flamande et les conventions de la danse de cour trouvent une contrepartie dans les vibrantes harmonies de couleurs et la stylisation rythmique du mouvement et du geste propres à certaines des plus grandes œuvres d'art de cour de cette période.

## Sculpture en terre cuite

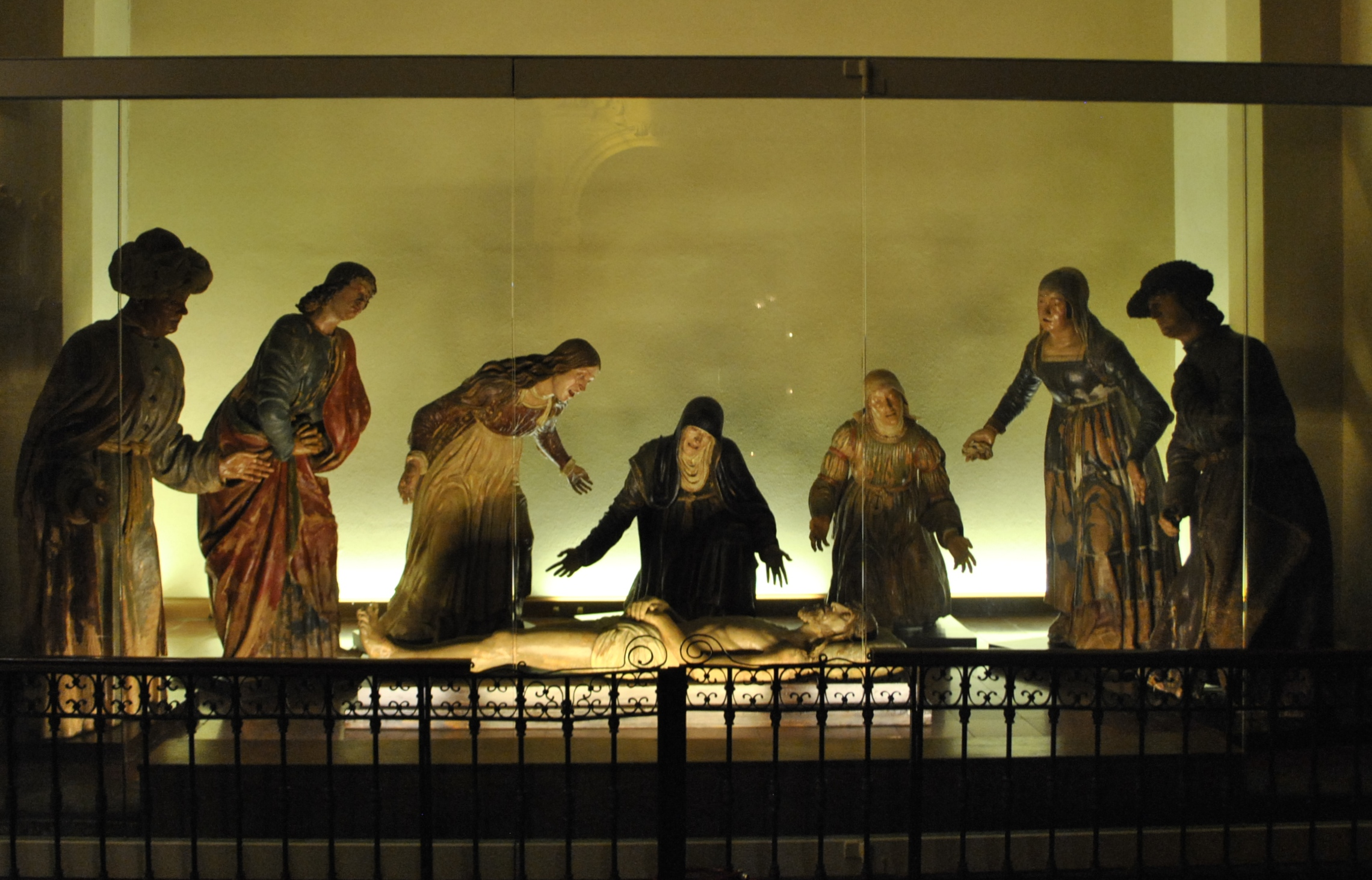
Guido Mazzoni, Lamentation, Église du Gesù, Ferrare.

L'intérêt d'Hercule Ier pour le drame sacré apparait dans le groupe sculpté en terre cuite par Giudo Mazzoni di Modene pour l'église Santa Maria della Rosa, la Lamentation, qui date probablement d'environ 1484. Les figures grandeur nature d'Hercule et d'Eléonore se joignent à cinq autres « acteurs » bibliques pour se lamenter sur le corps du Christ mort. Ferrare n'ayant pas de pierre, la terre cuite y est d'un emploi courant, notamment pour l'ornement sculpté. La façade remodelée du Palazzo Schifanoia en comporte, complétant l'ouvrage en brique et contrastant avec l'imposant portail en marbre. Dans la sculpture grandeur nature, ce matériau revêt un symbolisme biblique, les hommes n'étant « qu'argile mortelle ». La sculpture en terre cuite permet une finesse de détail qui se rapproche de celle des images en cire des masques mortuaires et du réalisme des portraits flamands. Elle est confiée aux maîtres de la stature tels Mazzoni et Niccolo dell'Arca à Bologne qui peuvent imiter la texture de toutes sortes de riches tissus et matériaux. Mazzoni excéute aussi des masques de théâtre en terre cuite pour les sacre rappresentazioni et les cérémonies commandées par les Este. 

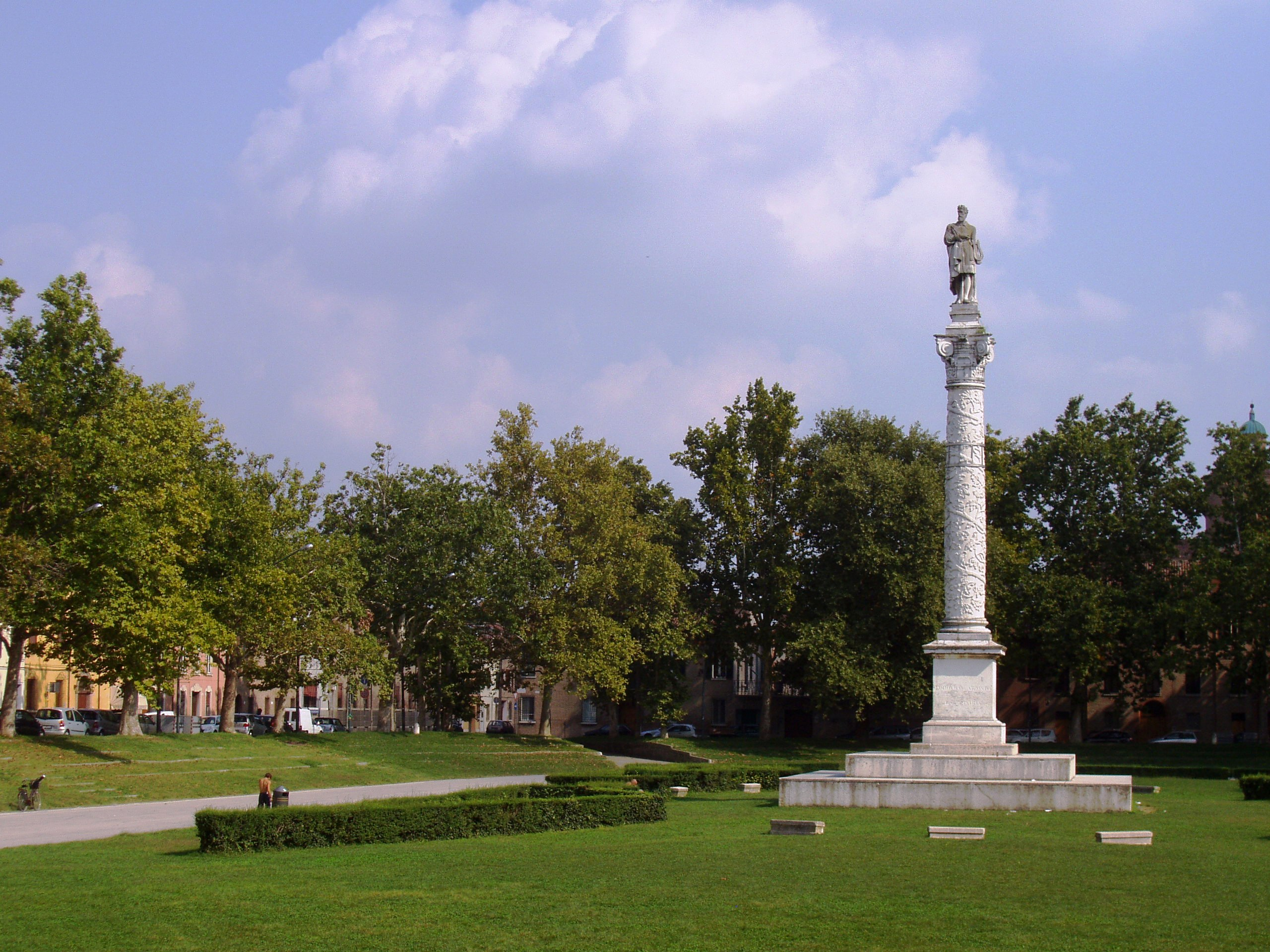
La Piazza Ariostea.

## Architecture et urbanisme
En 1443, Leon Battista Alberti séjourne dans la ville, consulté par Lionel d'Este pour le campanile de la cathédrale et pour l'aménagement de la base du monument équestre de Nicolas III, mais sa présence n'a pas un impact significatif sur l'architecture de la ville, qui reste dominée par la tradition de la fin du XIVe siècle avec l'utilisation de la terre cuite décorée.
En raison des besoins défensifs et de la demande croissante de logements, les interventions des Este sur la ville se concentrent principalement sur les problèmes d'urbanisme plutôt que sur la construction de bâtiments individuels. Ferrare est essentiellement une ville médiévale, avec un noyau de rues étroites et sinueuses, dépourvue de places et fermée au sud par le Pô de Volano et au nord par le canal Giovecca. Les seuls travaux entrepris concernent la cathédrale, l'ancienne résidence des Este, le Palazzo del Corte, et, un peu plus au nord, le château San Michele.
Une première expansion est réalisée sous Borso d'Este au milieu du siècle, mais c'est surtout Hercule Ier qui entreprend un ambitieux projet urbain, dans le cadre de l'expérience de la renaissance de la « cité idéale ». Ferrare est aujourd'hui reconnue comme l'une des premières en Europe, ce qui lui vaut  sa reconnaissance au patrimoine mondial dans la liste établie par l'UNESCO. Hercule confie à l'architecte Biagio Rossetti la conception d'un doublement de la ville selon un nouveau schéma rationnel, le dit Addizione Erculea. Ce modelage urbanistique n'est pas la projection d'un schéma idéal, mais, cas exceptionnel et preuve de la qualité de la réflexion locale, le résultat d'une étude méthodique et concrète de la situation urbaine. En construisant tout un nouveau quartier au nord de la ville, Hercule répond aux besoins défensifs et économiques de sa capitale, même si ces commandes sont aussi destinées à le grandir lui-même aux yeux de sa population.

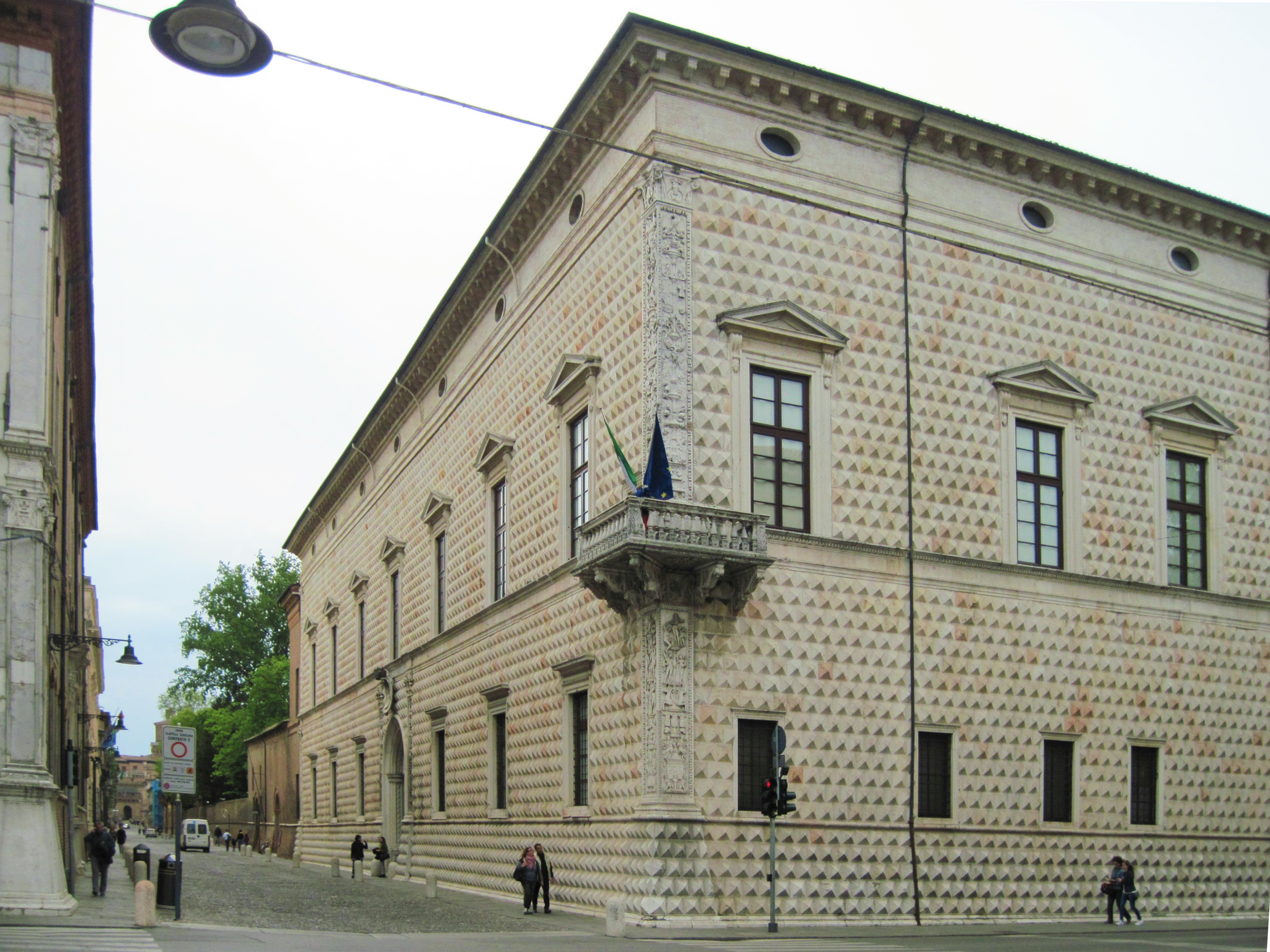
Le Palazzo dei Diamanti.

Tout d'abord, le fossé de Giovecca est enterré, ce qui le transforme en une grande route, le Corso della Giovecca, qui sert de charnière avec la partie ancienne de la ville. En concordance avec les débouchés des rues médiévales, des extensions régulières sont conçues qui fusionnent organiquement l'ancien et le nouveau Ferrare. La nouvelle partie, se référant à l'urbanisme romain décrit par Vitruve, présente un réseau routier orthogonal divisé par deux axes principaux : la via degli Angeli (désormais Corso Ercole I d'Este) qui propose un itinéraire reliant le château et Belfiore, et la Via dei Prioni qui va de la porte du Pô à la porte de la Jument dans la direction est-ouest. Cet axe, complètement nouveau et entièrement « public » (par rapport à l'autre axe qui reste le passage obligé des ducs), est ponctué par une grande place bordée d'arbres, l'actuelle Piazza Ariostea.

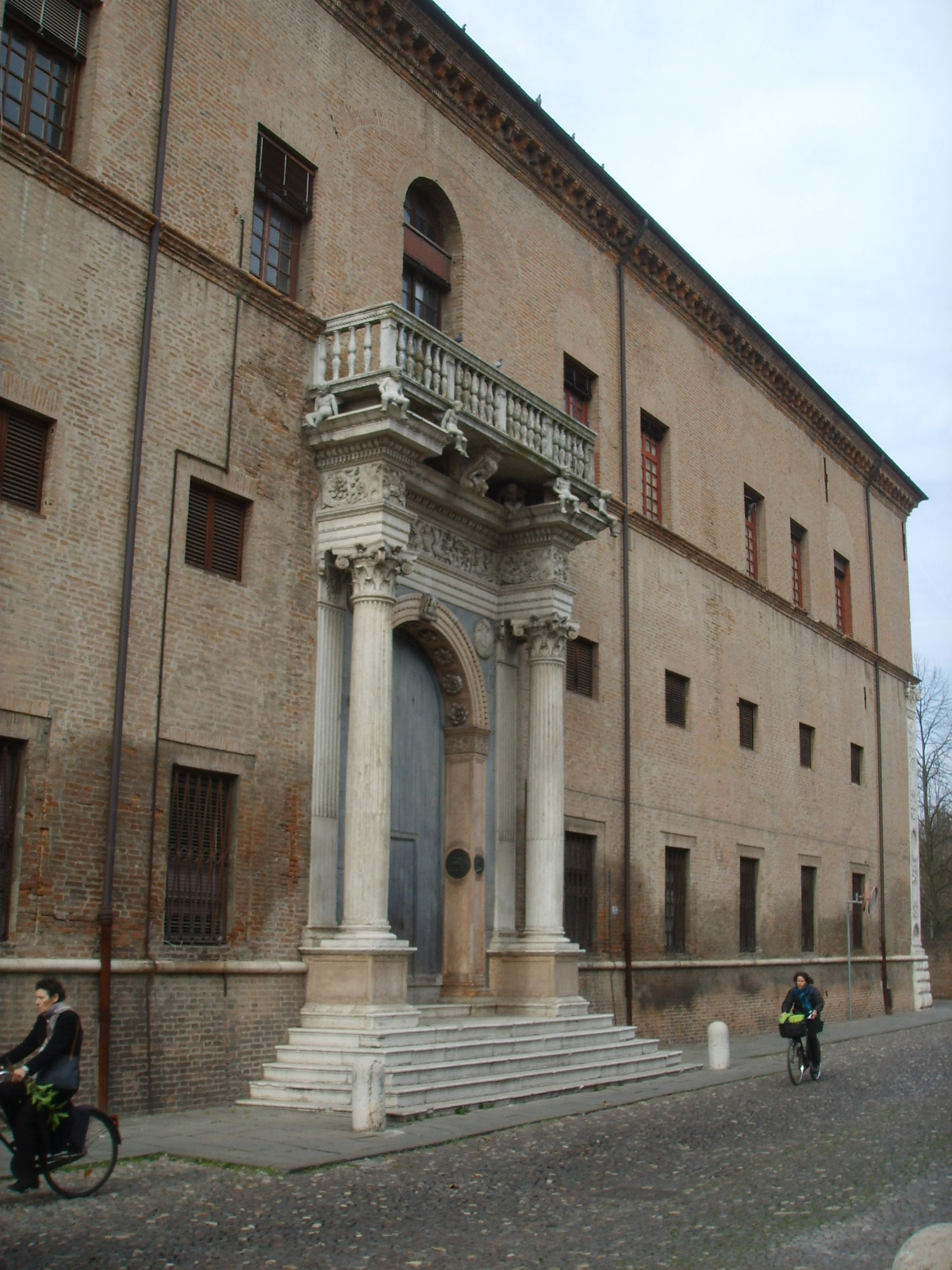
Le Palazzo Prosperi-Sacrati sur le Quadrivio degli Angeli.

En 1493, les environs de la ville médiévale, avec leurs monastères, leurs jardins et leurs villas bordant le grand parc de chasse, sont divisés en parcelles de terrain à construire et vendus à de grands courtisans et aux autres personnes intéressées. Pour intégrer l'addizione au reste de la ville et atténuer la rigidité que présente le projet, Rossetti laisse des espaces verts qui agissent comme des « ruptures » dans le tissu urbain et il continue à utiliser la terre cuite traditionnelle pour les bâtiments qu'il conçoit. Il évite les vues monumentales aux débouchés des rues au bénéfice de vues raccourcies. Les prérogatives paradigmatiques de son projet sont pleinement perçues au point d'intersection des axes, au dit «  Quadrivio degli Angeli », qui n'est pas souligné par un carré, mais seulement par les décorations élégantes des angles des bâtiments, parmi lesquels le Palazzo dei Diamanti, bâti par Hercule d'Este pour son frère Sigismondo dans le quartier le plus prestigieux proche de la résidence ducale, se distingue. Le bâtiment doit son nom au revêtement à bossages pointus (« en pointe-de-diamant », l'un des emblèmes de la famille Este), qui créent un effet clair-obscur évocateur, avec des dalles décorées de candélabres à l'angle du carrefour, où un balcon est également installé. Les autres bâtiments du carrefour n'ont pas sa grandeur, recherchant plutôt des effets de variation, avec de grands portails ou piliers d'angle.
Les quartiers plus éloignés sont occupés par des artisans, des familles bourgeoises et des ouvriers de l'industrie, grossis par la population immigrée. Des structures défensives, dans la lignée de celles conçues par Francesco di Giorgio, transforment la ville en ce que l'Arioste qualifie d'« exquise forteresse ».
Le nouvel urbanisme de Ferrare est, dans le panorama italien et européen de l'époque, le plus moderne et aussi le plus durable dans le temps : il n'existe pas de séparation nette entre la ville des seigneurs et la ville des sujets, ni de relation de sujétion entre les deux (comme cela existe à Mantoue ou à Pienza), mais les différentes parties sont plutôt intégrées harmonieusement, chacune avec ses propres caractéristiques. Un développement complet de l'Addizione devait être achevé au fil du temps, même si l'absence de croissance démographique et la chute de la dynastie qui a suivi, ont stoppé le projet. Malgré cela, et précisément en raison de la modernité et de la nature organique du projet original, le nouveau visage de la ville a bien résisté aux transformations urbaines jusqu'à nos jours.

## Palais et villas des Este
La beauté des palais et villas de la famille des Este, qui ont aujourd'hui presque tous disparus ou sont très dégradés, est évoquée dans le De triumphis religionis, écrit par l'humaniste bolonais Giovanni Sabadino degli Arienti à la louange de duc vers 1497. Les seigneurs d'Este passent l'essentiel de leur temps dans ces demeures dont le nom reflète leur goût de l'évasion : Belriguardo (beau regard), Belfiore (belle fleur), Belvedere (belle vue), Palazzo Schifanoia, et pour lesquelles ils semblent avoir commandé plus de fresques que tout autre famille princière.
La villa de Belriguardo, située à douze kilomètres de Ferrare, possède une grande salle avec les portraits des « hommes sages, avec de brèves et singulières sentences morales » et « une image de l'Hercule antique dans un champ vert ». Cette pièce est destinée à impressionner les souverains qui y séjournent, en route pour d'autres cours, comme le duc de Milan ou le souverain de Bologne en 1493. Le peintre de cour Ercole de' Roberti y peint un cycle de fresques autour des amours de Cupidon et de Psyché dans autre pièce. Une salle a pour décor les Triomphes d'Hyménée, le dieu du mariage, en l'honneur de la duchesse Eléonore, réalisée aussi par Roberti, au sujet éminemment érotique.
Le cycle de Cupidon et de Psyché, inspiré de L'Ane d'or d'Apulée, est sans doute l'un des plus fascinants de cette période. La comparaison entre le palais peint de Cupidon et le Belriguardo d'Hercule est explicite dans la description de Sabadino : c'est « un palais, comme celui-ci, d'une merveilleuse beauté ». Les fresques présentent des paysages fantasques et plaisants; Sabadino dépeint une montagne dangereuse, des étendues couvertes d'herbes, des bois ombragés, et insiste sur l'aspect moral de ce thème. Dans les milieux aristocratiques, le goût pour ces sujets émerge des commandes de la cour à la fin du siècle. Leurs thèmes sont en accord avec les plaisirs sensuels des jardins qui entourent ces villas servant de retraites, avec leurs fontaines rafraichissantes et leurs statues licencieuses.
Dans la villa de Belfiore, idéalement située aux abords de la ville, près du Barco, le parc de chasse, et servant à loger les hôtes de marque, Roberti aborde des thèmes plus aristocratiques avec des scènes de chasse au sanglier, au loup et à l'ours, des animaux exotiques, d'un pèlerinage et des images des banquets commémorant les festivités célébrées à l'occasion du mariage d'Ercole avec Eléonore d'Aragon. La duchesse et ses dames d'honneur y occupent une place de premier plan, laissant à penser que le palais abrite une « cour de dames ».

## Tapisseries et broderies
Les peintres de cour, Cosmè Tura et Girardo Costa, fournissent des cartons pour les tapisseries qui sont tissées en Flandre. Borso a essayé d'attirer des tapissiers flamands à Ferrare. La production locale se limite toutefois à des tentures héraldiques. Les tentures les plus belles sont achetées dans le Nord par le biais des marchands vénitiens. Sous le règne d'Hercule, les difficultés financières font décliner l'intérêt pour la tapisserie et les tapissiers disparaissent de Ferrare. Des tentures de soie brodées y sont aussi produites. La plupart des brodeurs viennent du nord de la France et de Milan.
Ferrare est à la Renaissance un centre de production textile et de broderie. Un atelier de broderie est installé dans une salle du château pour les confection des ornements. Des draps de laine et de soie sont fabriqués pour orner les murs et les lots de la cour, mais aussi pour des demandes extérieures.

## Peinture de la Haute renaissance
La génération des maîtres du XVe siècle se termine dans les années 1490, sans un changement artistique d'un autre niveau : les fruits de l'école de Ferrare ont en fait été reçus ailleurs. Au début du nouveau siècle, la famille Este prend sous sa protection des artistes de formation plus variée, formés aux nouveautés de la Renaissance romaine et vénitienne. Grâce aux alliances de la maison d'Este, les artistes locaux sont accueillis à Venise. De Titien, invité à plusieurs reprises dans la ville, ils tirent une interprétation intelligente de son style en l'adaptant à l'environnement littéraire cultivé de Ferrare.
Les peintres dominants à la cour à cette époque sont Garofalo, Ludovico Mazzolino et surtout, Dosso Dossi. La présence de grands écrivains comme L'Arioste  favorise un climat d'évocation fantastique, qui se ressent surtout dans l'extraordinaire étude d'Alphonse II d'Este, le Camerini alabastro, détruit en 1598. La décoration, réalisée par Dossi, comprend une série de toiles de Bacchanalia, réalisées par divers artistes dont Giovanni Bellini et principalement Titien. Dosso emprunte à Titien des traits stylistiques tels que la richesse chromatique et les larges ouvertures sur des paysages, auxquels il  ajoute un style fluide et vivant, riche en inventivité, notamment sur les sujets littéraires et mythologiques. Certains de ses motifs mythologiques sont encore une source d'inspiration pour les peintres émiliens du début du XVIIe siècle comme Annibale Carracci.
La seconde moitié du siècle, avec la disparition de Dosso et la fin des commissions grand-ducales, maintient une certaine vitalité grâce à la présence de la famille Filippi, dans laquelle Sebastiano, alias Bastianino, se distingue auteur d'un Jugement universel inspiré de Michel-Ange dans l'abside de la cathédrale de Ferrare. Plus tard, l'école locale accueille Carlo Bononi, mais avec l'annexion aux Etats pontificaux et le transfert de la capitale à Modène, Ferrare perd son rôle de centre artistique de référence. La fin d'une époque est scellée par le démantèlement des Camerini alabastro en 1598, dont les décorations, transférées à Rome, ont fini par être dispersées et se retrouvent aujourd'hui dans différents musées.

## Liens avec la Renaissance napolitaine
Les liens dynastiques et artistiques entre Naples et Ferrare remontent à 1444. Ils produisent un style religieux qui convient aux goûts de la cour et de l'aristocratie, un langage « moderne » qui rivalise avec le style narratif monumental exporté activement par Florence. Ce langage napolitano-ferrarais assimile les éléments espagnols et flamands, et pare le naturalisme et la virtuosité technique du Nord de splendeur décorative, d'élégante diversité et d'éclat humaniste. L'échange culturel entre les cours contribue à former le style et l'iconographie d'artistes comme Antonello da Messina et Giovanni Bellini, Andrea Mantegna et Piero della Francesca, ainsi que des trois frands artistes ferrarais : Tura, Cossa et Roberti.
En 1489, le beau-frère d'Hercule Ier d'Este invite Mazzoni à Naples tous frais de voyage payés. Il y exécute une Lamentation pour l'église favorite d'Alphonse, Santa Anna dei Lombardi di Monteoliveto.

## Source de traduction
- (it) Cet article est partiellement ou en totalité issu de l’article de Wikipédia en italien intitulé « Rinascimento ferrarese » (voir la liste des auteurs).